# Myzomela
Myzomela – rodzaj ptaków z rodziny miodojadów (Meliphagidae).

## Rozmieszczenie geograficzne
Rodzaj obejmuje gatunki występujące w Australii, na Nowej Gwinei, Archipelagu Bismarcka, Molukach, Małych Wyspach Sundajskich, Celebesie, Nowej Kaledonii, Wyspach Salomona, Vanuatu, Fidżi, Mikronezji i innych wyspach w tym regionie.

## Morfologia
Długość ciała 9–15 cm; masa ciała 5,5–23 g.

## Systematyka
Rodzaj zdefiniowali w 1825 roku Irlandczyk Nicholas Aylward Vigors i Amerykanin Thomas Horsfield w artykule zatytułowanym Opis ptaków australijskich z kolekcji Towarzystwa Linneuszowskiego wraz z próbą uporządkowania ich według ich naturalnych pokrewieństw, opublikowanym w czasopiśmie „Transactions of the Linnean Society of London”. Gatunkiem typowym jest (oryginalne oznaczenie) miodówka pąsowa (Myzomela sanguinolenta).

### Etymologia
- Myzomela: gr. μυζαω muzaō ‘ssać’; μελι meli ‘miód’[8].
- Cosmeteira (Cosmoteira): gr. κοσμητειρα kosmēteira ‘dekorator’, od κοσμεω kosmeō ‘dekorować’, od κοσμος kosmos ‘ornament, ozdoba’[9]. Gatunek typowy (oznaczenie monotypowe): Cinnyris eques Lesson & Garnot, 1827.
- Melomyza: anagram nazwy rodzaju Myzomela Vigors & Horsfield, 1827[10]. Gatunek typowy (oryginalne oznaczenie): Myzomela obscura Gould, 1843.

### Podział systematyczny
Do rodzaju należą następujące gatunki:

- Myzomela rosenbergii Schlegel, 1871 – miodówka krasnoszyja
- Myzomela eques (Lesson & Garnot, 1827) – miodówka czerwonogardła
- Myzomela cineracea P.L. Sclater, 1879 – miodówka szara
- Myzomela albigula E. Hartert, 1898 – miodówka myszata
- Myzomela obscura Gould, 1843 – miodówka ciemna
- Myzomela erythromelas Salvadori, 1881 – miodówka czarnobrzucha
- Myzomela blasii (Salvadori, 1882) – miodówka bura
- Myzomela rubrotincta Salvadori, 1878 – miodówka zbroczona
- Myzomela cruentata A.B. Meyer, 1874 – miodówka czerwona
- Myzomela nigrita G.R. Gray, 1858 – miodówka czarna
- Myzomela prawiradilagae Irham, Ashari, Suparno, Trainor, Verbelen, Wu & Rheindt, 2020 – miodówka czerwonolica
- Myzomela kuehni Rothschild, 1903 – miodówka szkarłatna
- Myzomela erythrocephala Gould, 1840 – miodówka czerwonogłowa
- Myzomela dammermani Siebers, 1928 – miodówka wyspowa
- Myzomela irianawidodoae Prawiradilaga, Baveja, Suparno, Ashari, Ng, Gwee, Verbelen & Rheindt, 2017 – miodówka czerwonogrzbieta
- Myzomela vulnerata (S. Müller, 1843) – miodówka trójbarwna
- Myzomela adolphinae Salvadori, 1876 – miodówka górska
- Myzomela boiei (S. Müller, 1843) – miodówka przepasana
- Myzomela babarensis Berryman, Spencer, Sharma & Eaton, 2025 – miodówka babarska
- Myzomela annabellae P.L. Sclater, 1883 – miodówka tanimbarska
- Myzomela sanguinolenta (Latham, 1801) – miodówka pąsowa
- Myzomela wahe Rheindt, Prawiradilaga, Ashari, Suparno & M.Y. Wu, 2020 – miodówka czerwonawa
- Myzomela chloroptera Walden, 1872 – miodówka szarobrzucha
- Myzomela wakoloensis H.O. Forbes, 1883 – miodówka czerwonoskrzydła
- Myzomela caledonica W.A. Forbes, 1879 – miodówka nowokaledońska
- Myzomela chermesina G.R. Gray, 1846 – miodówka karmazynowa
- Myzomela rubratra (Lesson, 1827) – miodówka mikronezyjska
- Myzomela tristrami E.P. Ramsay, 1881 – miodówka okopcona
- Myzomela cardinalis (J.F. Gmelin, 1788) – miodówka kardynalska
- Myzomela jugularis Peale, 1848 – miodówka żółtobrzucha
- Myzomela eichhorni Rothschild & E. Hartert, 1901 – miodówka krasnorzytna
- Myzomela malaitae Mayr, 1931 – miodówka czerwonobrzucha
- Myzomela pulchella Salvadori, 1891 – miodówka oliwkowa
- Myzomela sclateri W.A. Forbes, 1879 – miodówka żabotowa
- Myzomela pammelaena P.L. Sclater, 1877 – miodówka czarniawa
- Myzomela lafargei Pucheran, 1853 – miodówka czapeczkowa
- Myzomela melanocephala (E.P. Ramsay, 1879) – miodówka czarnogłowa